# Mau Montaner
Mauricio Alberto Reglero Rodríguez (Caracas, 17 de agosto de 1993), conocido artísticamente como Mau Montaner, es un cantante y compositor venezolano, conocido por hacer parte del dúo Mau & Ricky junto a su hermano, Ricky Montaner.

## Biografía
Hijo del reconocido cantante Ricardo Montaner nació en Caracas, Venezuela, logró destacarse en la industria de la música junto a su hermano Ricky, por ser compositores de letras de las canciones de Ricky Martin, Becky G, Sofía Reyes, Juanes y Karol G.
El 2 de febrero de 2018 se casó con la modelo colombiana Sara Escobar en Tulum. El 24 de abril de 2022 anunciaron que estaban esperando su primer hijo y el 5 de octubre publicaron que había nacido Apolo.

## Carrera
Mauricio Alberto Reglero Rodríguez, o simplemente como Mau, forma parte del dúo venezolano de reguetón y pop latino Mau & Ricky junto a su hermano Ricky. Mau empezó a estudiar música a los cuatro años y comenzó su carrera junto a Ricky tocando en la iglesia, donde fundaron una banda, con quienes tocaban semanalmente. Mientras componían, arreglaban y grababan su primer disco, «MR» (como se les empezaba a conocer) se unieron a la gira latinoamericana de su padre Ricardo Montaner, donde Mau era el baterista y Ricky el primer guitarrista.
En 2017, el dúo captó atención internacional con canciones como «Desconocidos» junto a Manuel Turizo y Camilo, «Mi mala (Remix)» con Karol G, Becky G, Leslie Grace y Lali, logrando notoriedad en las listas de música latina. Fueron nominados en los Premios Grammy Latinos de 2017 en la categoría Mejor Artista Nuevo y Canción del Año.
En junio de 2021 fue convocado junto a su hermano para formar parte del programa de televisión La Voz Argentina edición 2021, junto a su padre Ricardo Montaner, Lali y Soledad Pastorutti, con la conducción de Marley. En la edición 2022 fueron nuevamente convocados.

## Filmografía

### Programas de televisión
| Año  | Título             | Rol                                            | Cadena      |
| ---- | ------------------ | ---------------------------------------------- | ----------- |
| 2018 | La Voz Argentina 2 | Asesor del Equipo Montaner junto a su hermano  | Telefe      |
| 2020 | La Voz EEUU 2      | Coach en The Comeback Stage junto a su hermano | Telemundo   |
| 2021 | La Voz Argentina 3 | Coach junto a su hermano                       | Telefe      |
| 2021 | La Voz Kids 3      | Coach junto a su hermano                       | TV Azteca   |
| 2022 | Los Montaner       | el mismo                                       | Disney Plus |
| 2022 | La Voz Argentina 4 | Coach junto a su hermano                       | Telefe      |
| 2022 | La Voz Kids 4      | Coach junto a su hermano                       | TV Azteca   |